# Versailleská smlouva

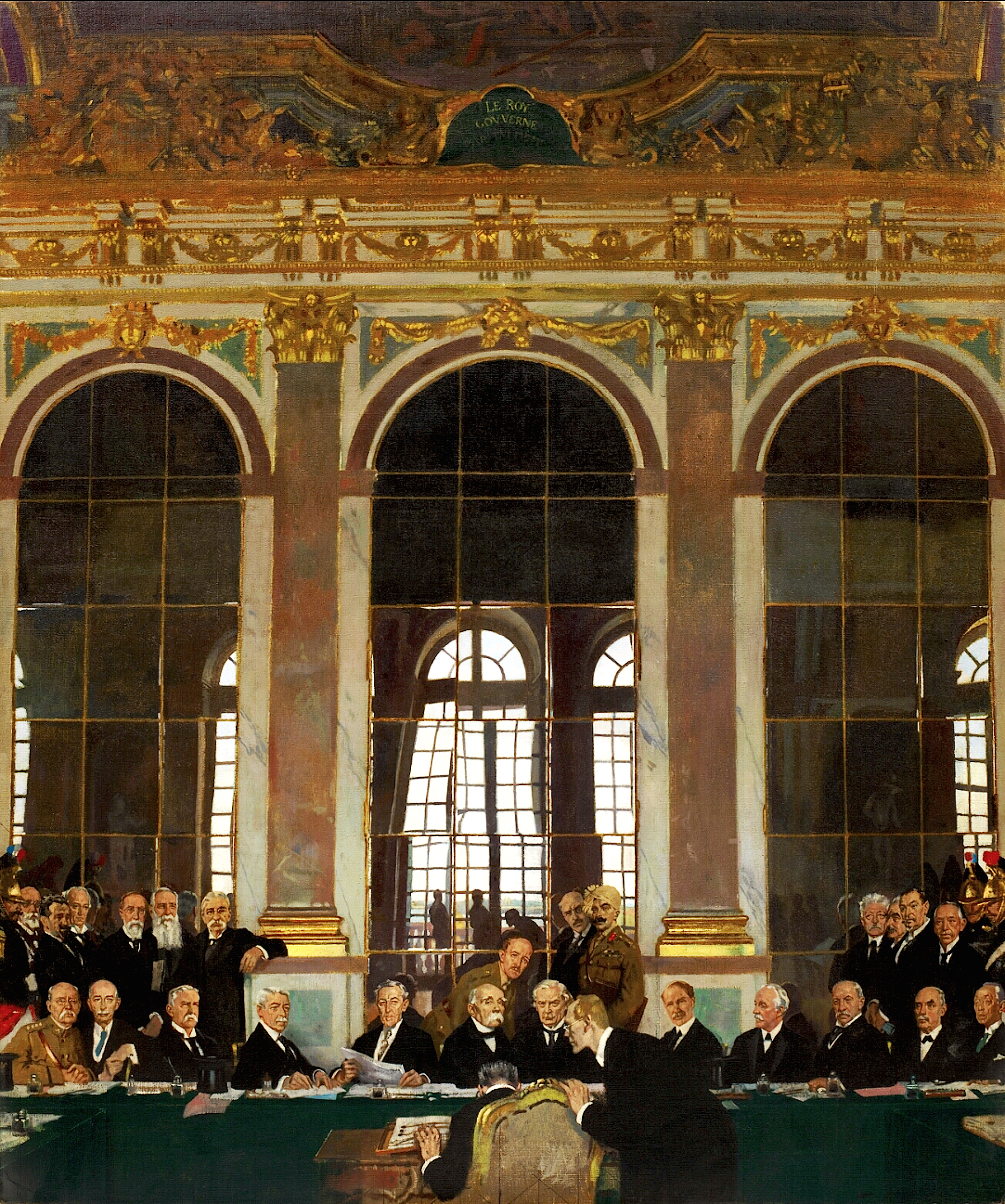
Podpis Versaillské smlouvy v Zrcadlovém sále zámku ve Versailles

Versailleská mírová smlouva byla nejdůležitější ze šesti mírových smluv uzavřených roku 1919 jako výsledek šestiměsíčního jednání na Pařížské mírové konferenci, kterou byla oficiálně ukončena první světová válka mezi Státy Dohody a Centrálními mocnostmi. Jednání o této smlouvě navazovalo na příměří, které bylo uzavřeno 11. listopadu 1918 v Compiègnském lese.
Smlouva v článku 231 stanovila, že Německá říše a její spojenci jsou jako původci války odpovědni za všechny ztráty a škody na civilním majetku, jež utrpěly státy spojené a sdružené v Dohodě. Německu bylo uloženo, aby zaplatilo státům Dohody značné válečné reparace. Postupně mělo Německo splácet 132 miliard zlatých marek, což podle Londýnského rozvrhu plateb (London Schedule of Payments) z roku 1921 odpovídalo 33 miliardám USD. Později však byla Německu část uložených reparací prominuta. Dále ztratila Německá říše část svého území v Evropě a všechny své dosavadní kolonie v Africe a Oceánii. Ve smlouvě byly poválečné hranice Německa přesně definovány. Kromě toho byla německá armáda (Reichswehr) podmínkami smlouvy omezena na 100 tisíc mužů.
Smlouva byla podepsána 28. června 1919 v Zrcadlovém sále zámku ve Versailles blízko Paříže. Účinnosti nabyla 10. ledna 1920, čímž současně došlo ke vzniku Společnosti národů, jejíž zakládací listina tvořila součást smlouvy. Německo mezi zakládající státy Společnosti národů nepatřilo. V první Československé republice byl text smlouvy vyhlášen ve Sbírce zákonů pod č. 217/1921 Sb.

## Podmínky smlouvy

Německo po podpisu smlouvy
Spravováno organizací národů
Připojeno nebo převedeno pod okolní země nebo, později, skrz akt referenda nebo organizací národů
Výmarská republika

Smlouva ustanovila vznik Společnosti národů, hlavní cíl amerického prezidenta Woodrowa Wilsona. Společnost národů měla sloužit jako arbitrážní soudce mezi národy a předejít tak vzniku válek.[zdroj⁠?!]
Podmínky smlouvy zahrnovaly ztrátu německých kolonií a ztrátu německého území:
- Alsasko-Lotrinsko (francouzsky Alsace-Lorraine, německy Elsass-Lothringen) bylo předáno Francii (rozloha 14 522 km², počet obyvatel 1 815 000 v roce 1905). Alsasko-Lotrinsko bylo do roku 1871 územím Francie.
- Severní Šlesvicko (dánsky Nordslesvig, německy Nordschleswig) bylo po šlesvických plebiscitech předáno Dánsku (3 228 km² nebo 3 938 km²).
- Po Velkopolském povstání připadla Polsku většina území provincie Poznaňska (polsky prowincja Poznańska, německy Provinz Posen). Dále Polsku připadla většina Západního Pruska. Tímto Polsko získalo 53 800 km² a 4 224 000 obyvatel (1931), počítaje v to 510 km² a 26 000 obyvatel z Horního Slezska.
- Východní část Horního Slezska po Hornoslezských povstáních a plebiscitu připadla Polsku (rozloha 3 214 km² počet obyvatel 965 000).
- Hlučínsko (oblast Horního Slezska) připadlo Československu (316 nebo 333 km² a 49 000 obyvatel).
- Německá oblast Eupen a Malmédy připadla Belgii.
- Město Działdowo (německy Soldau, železniční stanice na trase Varšava–Gdaňsk) ve Východním Prusku připadlo Polsku (plocha 492 km²).
- Severní část Východního Pruska (Klaipėda s okolím) byla dána pod kontrolu Francie. Později se tato oblast stala částí Litvy.
- Plebiscit ve východní části Západního Pruska a v jižní části Východního Pruska (Varmie a Mazursko, nyní Varmijsko-mazurské vojvodství); několik vesnic připadlo Polsku.
- Oblast Sárska byla dána pod kontrolu Společnosti národů na 15 let, poté byl plebiscit mezi Francií a Německem.
- Město Gdaňsk (německy Danzig) v Polsku spolu s deltou řeky Visly bylo ustanoveno jako Svobodné město Gdaňsk (německy Freie Stadt Danzig) pod dohledem Společnosti národů a částečně pod dohledem polské vlády (rozloha 1 893 km², počet obyvatel 408 000 v roce 1929).

Článek 156 smlouvy převedl německé koncese v čínské provincii Šan-tung na Japonsko, než aby navrátil suverenitu Číně. Znechucení Číňanů nad tímto ustanovením vedlo k demonstracím a ke Hnutí 4. května (anglicky May Fourth Movement). To nakonec vedlo k tomu, že Čína nepodepsala Versailleskou smlouvu. Místo toho deklarovala konec války s Německem až v září 1919 a podepsala separátní smlouvu s Německem v roce 1921.
VII. oddíl smlouvy (články 81-86) se týkal nově ustaveného Československa. Německo se zavázalo uznat Československou republiku. Československo na druhou stranu svolilo respektovat ustanovení, která by vítězné mocnosti udělaly v zájmu ochran menšin v Československu. Důležitými ustanoveními Versailleské smlouvy byly přesné definice československých hranic s Německem a Rakouskem.
Vojenské podmínky Versailleské smlouvy vůči Německu byly tvrdé a ze strany Francie byly motivovány nejenom obavami z příštího vývoje, ale podle některých historiků také touhou po odplatě (tzv. revanšismem). Během francouzsko-pruské války v letech 1870–1871 byla Francie poražena a ztratila Alsasko-Lotrinsko, což mělo negativní vliv na postoje značné části francouzské veřejnosti vůči Německému císařství. K utvrzení touhy po odplatě přispěly také obrovský počet padlých a zraněných francouzských vojáků a civilistů a nesmírné ekonomické škody způsobené první světovou válkou na území Francie. Na západě Německa neprobíhaly v této válce naopak téměř žádné vojenské operace. Obavy z budoucí německé agrese určovaly značnou část poválečného jednání Francie s Německem.
Německá armáda byla ustanoveními Versailleské smlouvy omezena na 100 tisíc mužů. Všeobecná branná povinnost v Německu byla zakázána. Německo nesmělo mít žádné tanky, žádné těžké dělostřelectvo a žádný generální štáb (Generalstab). Německé vojenské námořnictvo bylo omezeno na 15 tisíc mužů a mohlo mít pouze šest bitevních lodí (s výtlakem méně než 10 tisíc tun), šest křižníků a dvanáct torpédoborců. Ponorky byly Německu zcela zakázány, stejně tak jako vojenské letectvo. Dále smlouva stanovila, že řadoví vojáci nesmí sloužit po dobu kratší než 12 let a důstojníci po dobu kratší než 25 let, což mělo mít ten účinek, aby mohlo pouze omezené množství mužů procházet vojenským výcvikem.
Článek 231 smlouvy (klausule o válečné vině) připisovala Německu zodpovědnost za „ztráty a utrpení“ států Dohody v průběhu války. Tento článek pak poskytl základ pro válečné reparace, jejichž celková suma byla určena komisí zastupující Dohodové státy. V lednu 1921 byly reparace vyčísleny na 269 miliard zlatých marek, přičemž podle některých historiků nebylo Německo schopno takový závazek vůbec zaplatit. Později toho roku byla tato částka zredukována na 132 miliard zlatých marek, což ale stále většina Němců považovala za neúměrnou sumu. Ekonomické problémy způsobené placením reparací spolu s odporem Němců vůbec je platit jsou některými historiky uváděny jako jedna z příčin politické a hospodářské krize Výmarské republiky a následného převzetí moci Adolfem Hitlerem a dokonce i vypuknutí druhé světové války.
Za Spojené státy americké sice prezident Woodrow Wilson Versailleskou smlouvu přímo na místě podepsal, avšak Senát Spojených států ji odmítl ratifikovat. Pensylvánský senátor Philander Knox Wilsonovi řekl:
"Pane prezidente, po důkladném zvážení jsem dospěl k názoru, že tato smlouva není předzvěstí míru, nýbrž války, války, která bude mnohem ničivější než ta, již jsme právě ukončili." Volby roku 1918 vyhrála Republikánská strana a tím získala převahu v Senátě. Následně byla republikány v Senátě ratifikace smlouvy dvakrát zablokována (podruhé 19. března 1920), částečně z důvodů upřednostňování izolacionismu spojeného s neuznáváním Společnosti národů, částečně kvůli z jejich hlediska neúměrné výšce reparací uložených Německu. Spojené státy se k předválečné Společnosti národů nikdy nepřipojily. Roku 1921 podepsaly Spojené státy Berlínskou smlouvu s Německou říší, kterou sice byly potvrzeny stanovené reparace a další ustanovení Versailleské smlouvy, ale nebyly v ní obsaženy žádné pasáže, které by pojednávaly o Společnosti národů.[zdroj⁠?!]

## Nevyhovující kompromis mezi vítězi

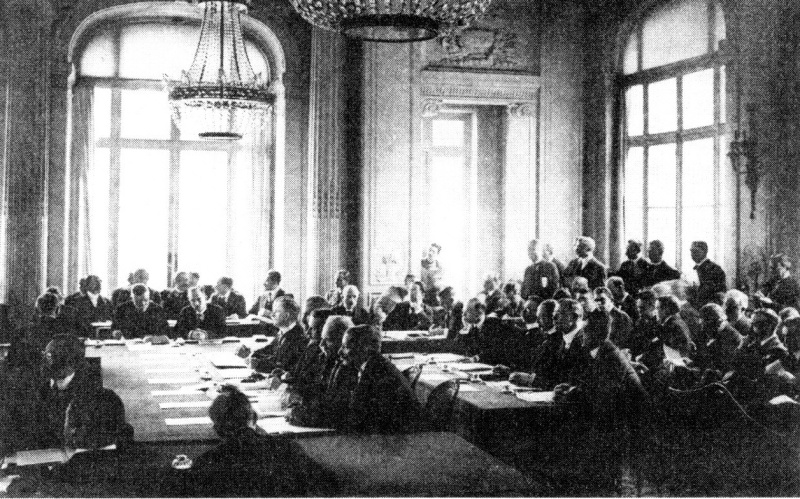
Mírová konference. Vlevo čelem k objektivu sedí československá delegace vedená Karlem Kramářem a Edvardem Benešem

„Velká Trojka“ sestávala z premiéra Francie Georgese Clemenceaua, premiéra Velké Británie Davida Lloyda Georgea a prezidenta Spojených států amerických Woodrowa Wilsona. Italský premiér Vittorio Orlando byl přítomen jako poradce z Itálie a hrabě Makino byl vyslán Japonskem. Během jednání bylo obtížné dosáhnout shody. Výsledkem tedy byl kompromis, který neuspokojil nikoho.
Francie měla během války velké ztráty na životech (okolo 1,24 milionů vojáků a 40 000 civilistů). Velká část války byla bojována na francouzském území, a Francie tedy byla v ruinách. Proto francouzský premiér Georges Clemenceau chtěl po Německu válečné reparace na obnovu válkou zničené země. Celkem 750 000 domů a 23 000 továren bylo zničeno a bylo tedy potřeba značné množství peněz na rekonstrukci Francie. Clemenceau se také chtěl pojistit proti dalšímu možnému útoku Německa a požadoval demilitarizaci Porýní (německy Rheinland, okolí řeky Rýn). Navíc požadoval, aby vojska Dohody kontrolovala moře, a tedy aby Francie mohla kontrolovat zámořský obchod Německa. Dále chtěl značné omezení německé armády. Jako součást válečných reparací požadoval kontrolu nad mnoha německými továrnami.
Francie chtěla nejenom vážně zdecimovat Německo, ale také chtěla zachovat své velké impérium a své kolonie. Zatímco Spojené státy americké prosazovaly v Evropě právo národů na sebeurčení, Francie a Velká Británie si chtěly zachovat svá impéria. Ve výsledku chtěl Clemenceau (a stejně tak mnoho Francouzů) takové podmínky, které zlomí Německo vojensky, politicky a ekonomicky. Clemenceau byl nejradikálnější z Velké trojky, což mu vyneslo přezdívku Tygr.
Požadavky Velké Británie byly o něco menší než požadavky Francie, neboť Velká Británie nebyla napadena a neválčilo se na jejím území. Na druhou stranu mnoho britských vojáků zemřelo během bojů ve Francii, a tak se Britové chtěli pomstít Německu stejně tak jako Francouzi. Britský premiér David Lloyd George také požadoval vysoké válečné reparace, ale menší než Francie. Obával se, že pokud francouzské podmínky budou splněny, Francie se stane nesmírně mocnou ve střední Evropě, což by vedlo k nerovnováze sil.
Americký prezident Woodrow Wilson měl velice rozdílný pohled v otázce, jak potrestat Německo. Už před koncem války vypracoval čtrnáct bodů, které nebyly tak tvrdé jako požadavky Francie a Velké Británie. Aby se podobná válka nemohla již opakovat, Woodrow Wilson chtěl vytvořit Společnost národů. Základní myšlenka byla, že pokud slabší národ je napaden, ostatní by mu zajistili ochranu před útočníkem. Dále Wilson prosazoval právo národů na sebeurčení (alespoň mimo území Spojených států). To se nelíbilo Francii a Velké Británii, neboť to ohrožovalo existenci jejich impérií. Wilson pochopitelně neměl zájem na tom, aby se zvětšovala velikost Francie, Británie či Itálie. Na druhou stranu, požadavek práva národů na sebeurčení byl vítanou podporou pro národy toužící po samostatnosti. Ve výsledku to přispělo k pádu Rakouska-Uherska a Osmanské říše spolu s vyhlášením samostatnosti nových států ve střední a východní Evropě, jako např. Československa a Polska.
Velká trojka od začátku chtěla potrestat Německo. Francie chtěla odplatu. Velká Británie chtěla relativně ekonomicky silné Německo jako protiváhu francouzské dominanci v Evropě. Spojené státy americké chtěly rozbít stará impéria. Výsledkem byla smlouva vycházející z francouzských požadavků, s minimálním ohledem k ostatním účastníkům. Měla mnohé kritiky, uznávaný ekonom John Maynard Keynes, který na konferenci zastupoval britské ministerstvo financí, napsal: "Pokud přijmeme názor, že Německo musí být ožebračeno a jeho děti musí hladovět, odvažuji se tvrdit, že na sebe pomsta nenechá čekat."

## Následky
Německo nebylo Versailleskou smlouvou ani zničeno, ani usmířeno, ale na nějakou dobu omezeno ve svém akčním rádiu. Versailleská smlouva způsobila značné ochromení německé ekonomiky na začátku dvacátých let 20. století; do určité míry tak vznikly podmínky pro hyperinflaci, která tehdy Německo zachvátila. Podmínky smlouvy vedly i k tomu, že německá ekonomika zůstala zranitelná během zničující velké hospodářské krize od roku 1929 až do první poloviny třicátých let. Podle některých historiků tak byl zapříčiněn nástup nacismu a následné převzetí moci Adolfem Hitlerem.
Francie prosadila smlouvu ponižující Německo, ale nedokázala na její plnění natrvalo důsledně dohlížet. Nakonec se Francie v roce 1936, když Hitler vojensky obsadil demilitarizované Porýní, nezmohla ani na diplomatický odpor. Tato její nečinnost byla jednou z příčin dále vzrůstající německé agresivity a v konečném důsledku i vypuknutí druhé světové války.